# Ornebius karnyi
Ornebius karnyi är en insektsart som beskrevs av Lucien Chopard 1929. Ornebius karnyi ingår i släktet Ornebius och familjen Mogoplistidae. Inga underarter finns listade i Catalogue of Life.